# Spilocuscus wilsoni
Spilocuscus wilsoni is een zoogdier uit de familie van de koeskoezen (Phalangeridae). De wetenschappelijke naam van de soort werd voor het eerst geldig gepubliceerd door Helgen & Flannery in 2004. De soort is genoemd naar Don E. Wilson van de Smithsonian Institution in Washington, D.C., een vriend en mentor van K.M. Helgen, een van de beschrijvers. De soort komt enkel voor op het eiland Biak in de Geelvinkbaai in het noorden van Papoea (oostelijk Indonesië). 

## Kenmerken
S. wilsoni is een zeer kleine gevlekte koeskoes, waarschijnlijk de kleinste soort van het geslacht (achtervoet 55 mm). Deze soort is de enige gevlekte koeskoes met blauwgroene ogen. Net als S. maculatus maculatus heeft deze soort een witte buikvacht. De rug is lichtbruin met donkerbruine vlekken.

## Status
S. wilsoni is zeer zeldzaam en heeft een klein verspreidingsgebied. Er is nog maar weinig geschikte habitat over voor deze soort op Biak, waardoor het als kritiek bedreigd op de Rode lijst van de IUCN staat.

## Verspreiding
In totaal zijn er drie exemplaren bekend, waarvan er één als huisdier werd gehouden op Biak in 1992 en daar door Tim Flannery, een van de auteurs, werd gefotografeerd. Opvallend is dat niet S. wilsoni, maar S. maculatus voorkomt op de nabijgelegen eilanden Japen, Pulau Num en Numfor.
Op Biak (en het nabijgelegen eilandje Owi) komt een opvallend aantal endemische of bijna endemische dieren voor: de grote vleermuizen Dobsonia emersa (ook op Numfor) en een onbeschreven Pteropus-soort verwant aan P. pohlei; de buideldas Echimypera kalubu philipi; de suikereekhoorn Petaurus biacensis; de knaagdieren Uromys boeadii, Uromys emmae (alleen bekend op Owi, maar waarschijnlijk ook op Biak), Rattus jobiensis (ook op Japen) en een onbeschreven Paramelomys-soort verwant aan P. platyops; en de kikker Oreophryne kapisa.